# Nacht van de Lange Messen (Zwitserland)
De Nacht van de Lange Messen is in Zwitserland een ironische benaming voor de nacht voorafgaand aan de verkiezing van de leden van de Zwitserland door de Bondsvergadering.

## Betekenis
In Zwitserland worden de leden van de Bondsraad (de federale regering) verkozen door de Bondsvergadering (het federale parlement). De Bondsraad telt zeven leden, die worden verkozen op grond van consensus tussen de voornaamste partijen in Zwitserland. De verdeling van de zetels over de partijen gebeurt volgens de zogenaamde toverformule. De verkiezing van de leden van de Bondsraad vindt plaats om de vier jaar of na het ontslag van een zittend Bondsraadslid.
Aan de vooravond van deze verkiezing worden er vaak last minute allianties gesloten of verraden partijen elkaar. Waar de verkiezing van de Bondsraad vroeger een loutere verkiezing was van personen in de regering, is dit in de ontwikkeling van het Zwitserse politieke landschap gaandeweg een tactische aangelegenheid geworden.
Verrassende wendingen in het verkiezingsproces, zoals de niet-verkiezing van de favoriet, zijn dan ook niet uit te sluiten en worden vaak beschouwd als het gevolg van de voorafgaandelijke nachtelijke samenzweringen. Voorbeelden hiervan vindt men in de verkiezingen van de Bondsraad van 2003. Daarbij volgde immers de niet-herverkiezing van zittend Bondsraadslid Ruth Metzler-Arnold van de Christendemocratische Volkspartij (CVP/PDC) ten voordele van de Zwitserse Volkspartij, die sindsdien met de verkiezing van Christoph Blocher een tweede zetel in de Bondsraad heeft. Bij diezelfde verkiezingen werd Hans-Rudolf Merz en niet Christine Beerli in de Bondsraad gekozen. Sommigen zagen hierin een anti-vrouwelijk complot. Ook de niet-herverkiezing van Blocher in 2007 en de verkiezing van Eveline Widmer-Schlumpf was het gevolg van nachtelijke tactische allianties tussen de partijen.
De uitdrukking 'nacht van de lange messen' werd in de Zwitserse politieke context voor het eerst gebruikt in 1983 toen de socialistische kandidate Lilian Uchtenhagen niet werd verkozen. Zij was het eerste vrouwelijke kandidaat-Bondsraadslid in de Zwitserse geschiedenis. Door rechtse partijen werd toen een geheim akkoord gesloten dat de verkiezing van Uchtenhagen, die te invloedrijk en te links werd bevonden, moest vermijden. Haar niet-verkiezing en de daaropvolgende verkiezing van de onbekende Otto Stich was daarvan het gevolg.
Spottend wordt de Nacht van de Lange Messen in de pers ook weleens de "nacht van de kleine messen", "de nacht van de plastic messen" of "de nacht van de Zwitserse zakmessen" genoemd.